# نيكولاي هانسن (لاعب كرة قدم)
نيكولاي هانسن (بالدنماركية: Nikolaj Hansen)‏ (7 أبريل 1987 بكوبنهاغن في الدنمارك - ) هو لاعب كرة قدم دانمركي في مركزي قلب الدفاع والدفاع. لعب مع نادي كوبنهاغن وFC Roskilde ‏ وبولدكلوبن فرم.

## وصلات خارجية
- نيكولاي هانسن (لاعب كرة قدم) على موقع قاعدة بيانات كرة القدم.إي يو (الإنجليزية)
- نيكولاي هانسن (لاعب كرة قدم) على موقع عالم كرة القدم.نت (الإنجليزية)